# 卡尔斯鲁厄
卡尔斯鲁厄（德語發音：[ˈkaʁlsˌʁuːə] ⓘ）是德国巴登-符腾堡州的非县辖城市，是继斯图加特及曼海姆之后的巴登-符腾堡州第三大城市，面积约173平方公里。卡尔斯鲁厄是德国联邦最高法院和德国联邦宪法法院的所在地，在巴登州与符腾堡州合并前曾是巴登州的首府。

## 中文名稱
兩岸翻譯不同，中國大陸將其音譯為卡尔斯鲁厄， 臺灣則另有卡斯陸、喀斯魯等翻譯。

## 地理

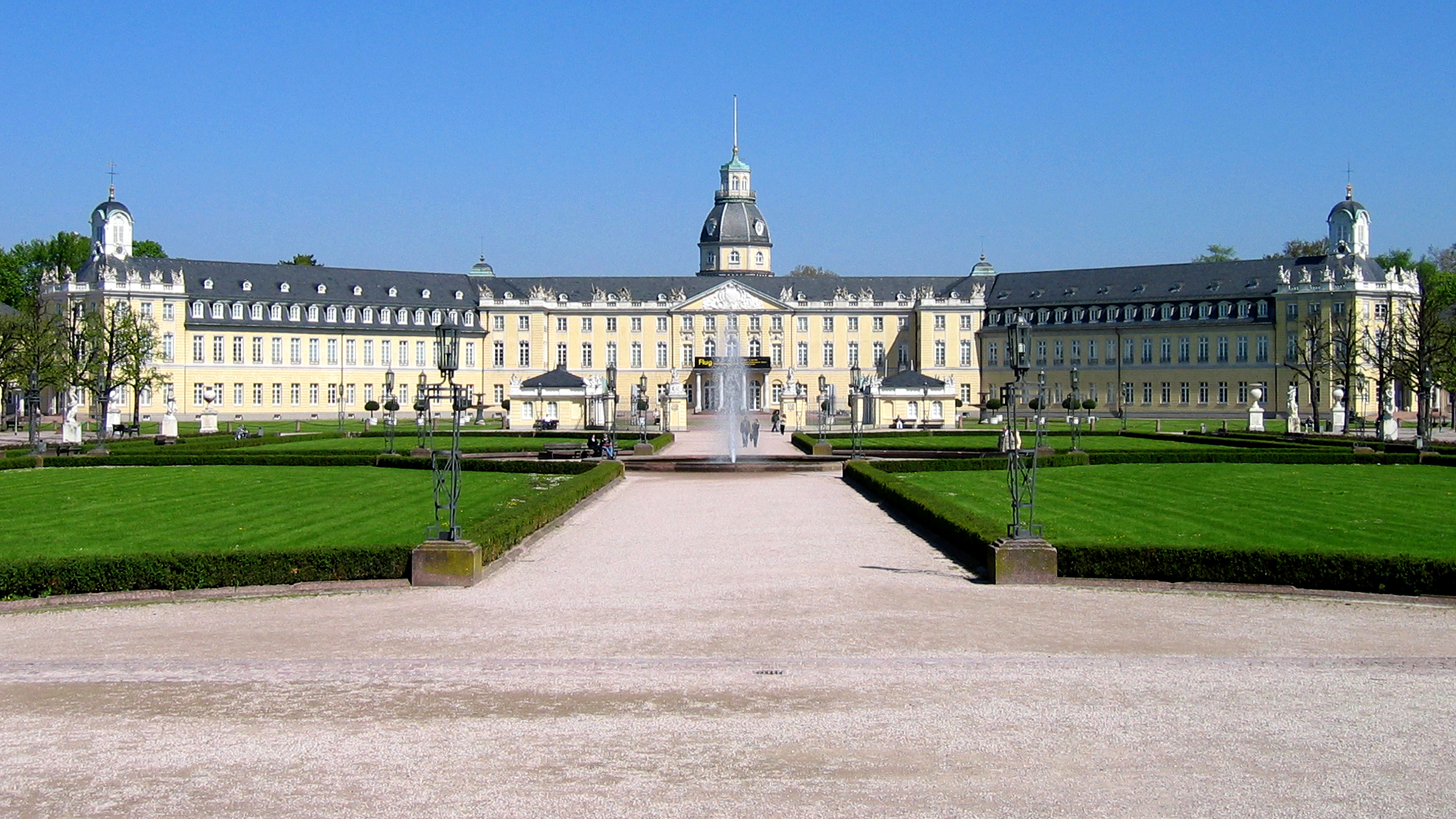
卡尔斯鲁厄市中心扇形道路的中央是宫殿

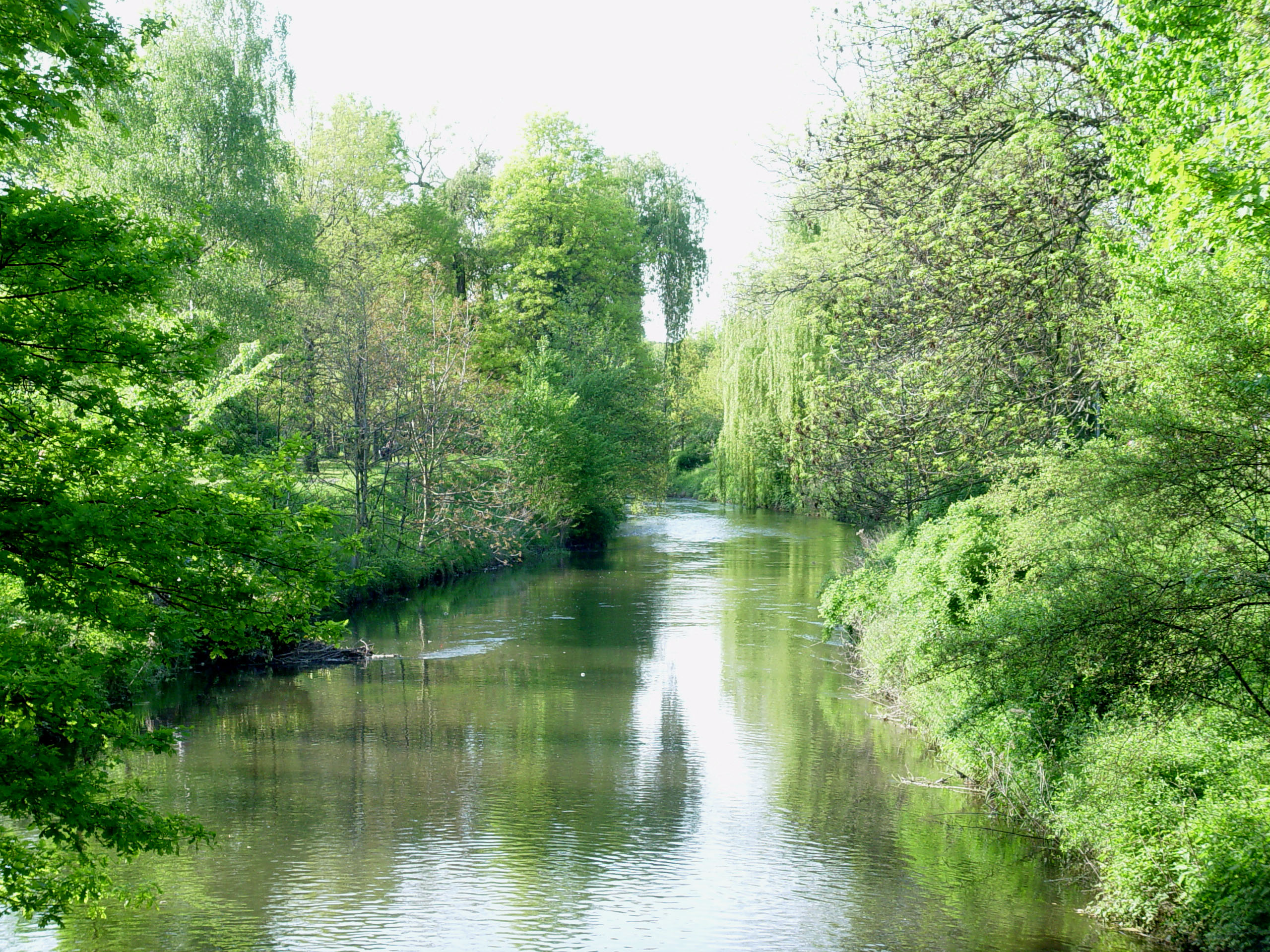
卡尔斯鲁厄市内的阿尔布河（Alb）

卡尔斯鲁厄位于上莱茵谷地，莱茵河畔，在莱茵河的支流阿尔布河和普芬茨河边。东面紧靠黑森林。周边城市有布鲁赫萨尔、埃特林根、施图滕塞、莱茵施泰滕和普福尔茨海姆等。
在莱茵河上游的中部区域，卡尔斯鲁厄作为中心，与周边城市一起构成了一个城市群。
卡尔斯鲁厄市周围乡镇从北面顺时针依次为：埃根施泰因-莱奥波尔茨港（Eggenstein-Leopoldshafen）、施图滕塞（Stutensee）、巴登地区魏恩加滕（Weingarten (Baden)）、普芬茨塔尔（Pfinztal）、卡尔斯巴德（Karlsbad）、瓦尔德布龙（Waldbronn）、埃特林根和莱茵施泰滕（Rheinstetten）（皆属卡尔斯鲁厄行政区），还有哈根巴赫（Hagenbach）和莱茵河畔沃尔特（Wörth am Rhein）（皆属莱茵兰-普法尔茨州的盖默斯海姆县）。

### 气候
卡尔斯鲁厄年平均气温为10.5℃，是德国最温暖的城市之一。同时，卡尔斯鲁厄也以年平均日照1805小时成为德国拥有最多阳光的城市之一。在上莱茵运河保护区的影响下，夏天的卡尔斯鲁厄总是处于低气压的控制下。卡尔斯鲁厄的冬季的气候通常温和的，而且经常被莱茵河谷典型的大雾所笼罩，长年平均只有17.1天低于零度。
| 卡尔斯鲁厄        | 卡尔斯鲁厄  | 卡尔斯鲁厄  | 卡尔斯鲁厄  | 卡尔斯鲁厄  | 卡尔斯鲁厄  | 卡尔斯鲁厄  | 卡尔斯鲁厄  | 卡尔斯鲁厄  | 卡尔斯鲁厄  | 卡尔斯鲁厄  | 卡尔斯鲁厄 | 卡尔斯鲁厄  | 卡尔斯鲁厄 |
| 月份              | 1月         | 2月         | 3月         | 4月         | 5月         | 6月         | 7月         | 8月         | 9月         | 10月        | 11月       | 12月        | 全年       |
| ----------------- | ----------- | ----------- | ----------- | ----------- | ----------- | ----------- | ----------- | ----------- | ----------- | ----------- | ---------- | ----------- | ---------- |
| 平均高温 °C（°F） | 3.8 (38.8)  | 6.1 (43.0)  | 10.9 (51.6) | 15.4 (59.7) | 19.9 (67.8) | 23.0 (73.4) | 25.5 (77.9) | 25.1 (77.2) | 21.5 (70.7) | 15.3 (59.5) | 8.5 (47.3) | 4.8 (40.6)  | 15 (59)    |
| 平均低温 °C（°F） | −1.4 (29.5) | −0.7 (30.7) | 1.9 (35.4)  | 4.9 (40.8)  | 8.9 (48.0)  | 12.2 (54.0) | 14.0 (57.2) | 13.8 (56.8) | 10.6 (51.1) | 6.7 (44.1)  | 2.4 (36.3) | −0.4 (31.3) | 6.1 (43.0) |
| 平均降雨量 mm（） | 57 (2.2)    | 54 (2.1)    | 53 (2.1)    | 61 (2.4)    | 79 (3.1)    | 87 (3.4)    | 70 (2.8)    | 66 (2.6)    | 53 (2.1)    | 58 (2.3)    | 65 (2.6)   | 67 (2.6)    | 770 (30.3) |
| 平均降雨天数      | 11          | 10          | 11          | 10          | 12          | 11          | 10          | 10          | 8           | 9           | 11         | 11          | 124        |
| 日均日照時數      | 1.5         | 2.7         | 3.9         | 5.4         | 6.8         | 7.3         | 7.9         | 7.1         | 5.7         | 3.6         | 2.0        | 1.5         | 4.6        |
| 来源1：           |             |             |             |             |             |             |             |             |             |             |            |             |            |
| 来源2：           |             |             |             |             |             |             |             |             |             |             |            |             |            |

### 市区划分

卡尔斯鲁厄市区分为27个行政区（Stadtteil），每个行政区可继续分为更小的行政单位（Stadtviertel）:

### 保护区
卡尔斯鲁厄有8个自然保护区，总面积大约710公顷，主要包括和的湿地。从2010年起，行政区和周围的地区开始进行了自然保护。

## 历史

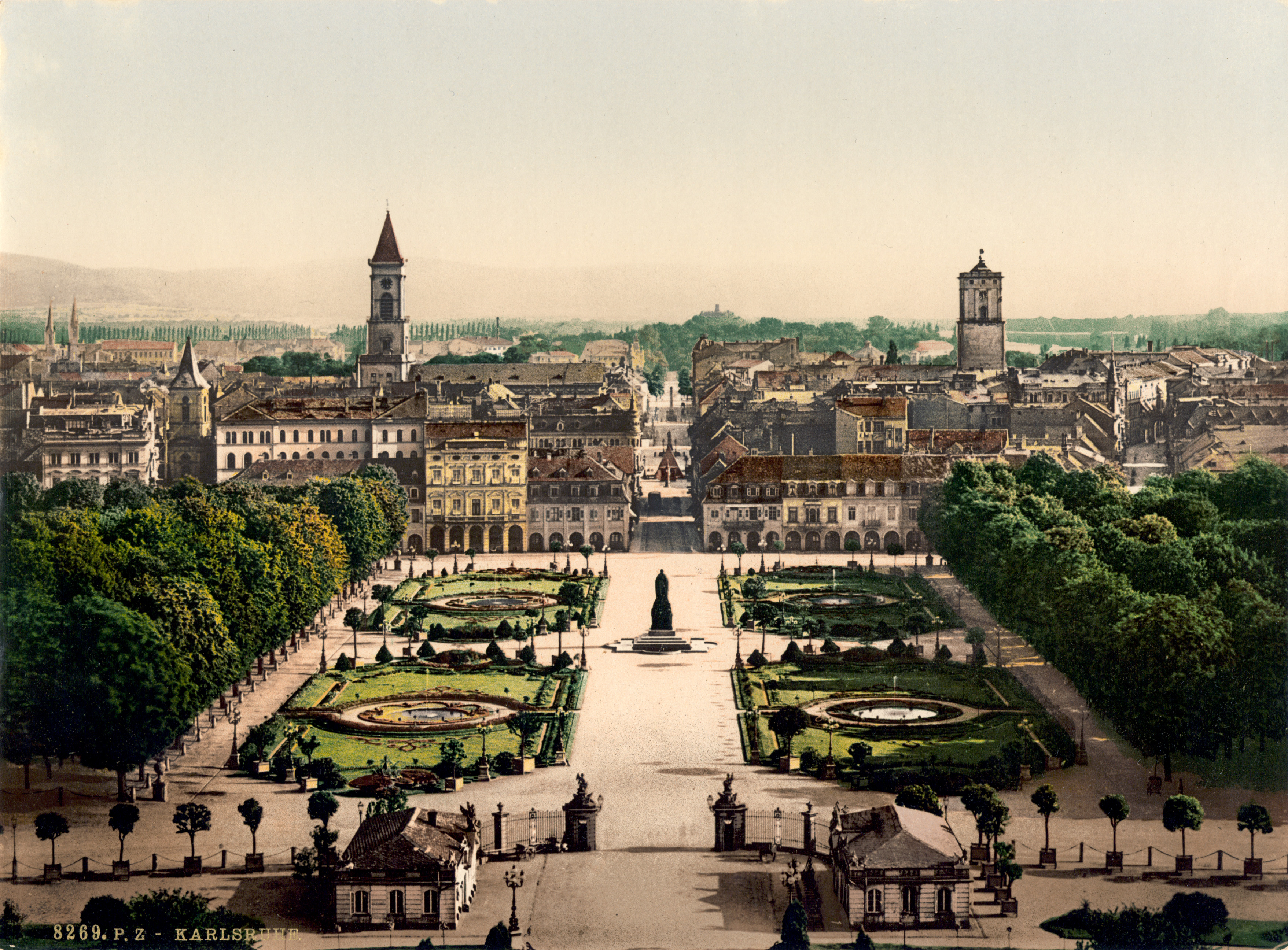
1900年的卡尔斯鲁厄

### 建城之前的周邊概況
在卡尔斯鲁厄城市诞生之前，周边早已经存在很多村镇，这些后来作为城区被纳入的村镇都有比卡尔斯鲁厄长的多的历史。
在布魯克薩爾出土的舊石器時代中期的石斧證實尼安德特人70000年前曾在附近活動。但在35000年前，他們神秘的失蹤了。本市周圍只有少量新石器時代的遺址。從公元前1世紀開始，本區成為羅馬帝國的領土。德國西南部的羅馬帝國區域不斷受到日爾曼人的威脅，公元3，4世紀，阿勒芒人和法蘭克人多次衝擊羅馬帝國的界牆，並侵入其腹地。公元280年，羅馬帝國將其邊界收縮至萊茵河和多瑙河一線。
公元786年, 最古老的城区克尼林根第一次在文献中被提到。11世纪，霍亨伯格的伯爵们在杜拉赫旁边的「塔山」修整出一块绿地。1094年他们资助修建了戈特斯奥尔本笃会修道院，这也是自16世纪后半叶起戈特斯奥尔宫所在的地方。修道院的修建促进了附近城镇居民的增长（如米尔堡，克尼林根和诺伊罗伊特）。1196年，杜拉赫第一次作为一个城市被提到。
1525年，米尔堡，杜拉赫和诺伊罗伊特加入德国农民战争。巴登-杜拉赫1556年完成宗教改革。并且随之而来诺伊罗伊特人将自己从农奴制下赎得自由。1565年边疆伯爵卡尔二世将居所从普福尔茨海姆迁至杜拉赫，杜拉赫的经济和文化都开始繁荣。在三十年战争中，林特海姆，杜拉赫，哈格斯菲尔德和米尔堡被摧毁。在1689年的大同盟战争中，法国军队摧毁了杜拉赫内城、戈特斯奥尔宫、林特海姆、米尔堡、克尼林根和达克斯兰登，得以幸免的有吕普尔。1699年，逃亡的雨格诺派人员来到诺伊罗伊特，从而出现了一个新的城区叫做维尔施诺伊罗伊特，与之相对的东部地区叫做德意志诺伊罗伊特。

### 城市的建立
在十七世紀末葉的數十年間，杜拉赫地區戰事仍旧频繁，巴登-杜拉赫藩侯尤其深受其苦。經常有法國軍隊強行徵召本地居民入伍，任何抵抗都是徒勞的，因為本區沒有自己的武裝。在1689年的奧爾良戰爭中，杜拉赫城被摧毀。此時，卡尔三世·威廉只有9歲，被迫與他的家人一起逃亡。1697年，戰爭結束，但只是暫時的。1701年，爭奪西班牙王室繼承的戰爭爆發，直到1714年，在無奈的接受了一系列不平等條款後，巴登－杜拉赫地區終於迎來了平靜的生活。重建本地區的任務落在了35歲的卡尔三世·威廉肩上。
1711年，戰爭還在繼續，他想到要用一個標誌性建築來改變他居所的面貌。1714年，他聽從了別人的建議，一座小的狩獵房在哈耳特森林的中間動土施工，此時狩獵房四周已有四散的街道，用於連接周圍的市鎮。
根据传说巴登-杜拉赫藩侯卡尔三世·威廉在哈尔特森林一次外出打猎时睡着了。他梦见了一座金碧辉煌的宫殿，与太阳同时出现在他居所的位置，阳光沿着街道向四处辐射。卡尔·威廉派人人草拟了他梦想之城的蓝图。并在1715年6月17日这一天奠定了这座以他这段经历命名的城市（卡尔的憩眠）的基石。时至今日，人们仍能从地图上辨认出向四处散射的“太阳光线”：宫殿位于一个圈的中心，从这里出发，街道分别以网格状往南向城内，往北向森林中延伸。一共有32条街道从宫殿伸出，这恰好符合罗经刻度盘的划分。由于城市的俯瞰图像一把打开的折扇，卡尔斯鲁厄“扇状城市”的绰号由此而来。自1717年起，卡尔斯鲁厄首先成为巴登-杜拉赫藩侯的居所。法国，波兰，意大利，瑞士和其他许多当时来自还四分五裂的德国各地的人参与了卡尔斯鲁厄的创建，城市的首任市长约翰·塞姆巴赫就来自斯特拉斯堡。由於建造匆忙，工程品質不過關，宮殿的多處出現了裂縫，維修成本不斷增加。1737年，卡尔三世·威廉不得已對其進行翻修。1752年，本市的城市法誕生。在1771年在与巴登巴登境总督辖区合并之后，卡尔斯鲁厄成为巴登总督辖区的居所。1776年，本市居民達到6500人。

### 巴登公國的首府、三月革命及復辟
自1806年起卡尔斯鲁厄成为巴登大公的居所。1818年，卡尔大公宣布了巴登宪法，这是一部当时非常自由主义的宪法。1822年，以这部宪法为目的的议会大楼被建立了起来，这是在德意志土地上的第一次。在议会代表团中有弗里德里希·海克，他也是1848—49巴登革命的领导之一。1825年巴登大公路德维希一世建立高等技术学校，这是卡尔斯鲁厄大学的前身。继海德堡之后，1846年德国第一批消防队之一在本市东部的杜尔拉赫地区成立了。
1848年3月，两万人在等级会议大楼前面示威，一些示威者挤入了大楼。海克要求废除贵族特权，解放农民和铲除中世纪的封建残余体系。这拉开了巴登革命的序幕。在1849年3月的三月革命期间，巴登大公利奥波德逃至科布伦茨，随着人员改选和临时政府的成立，巴登成为了一个共和国。随后普鲁士和符滕堡军队镇压了起义军，将巴登共和国剿灭，巴登革命失败。直到1851年，本市由普鲁士军队占领。

### 步入大城市的行列
1860年9月3日至5日，卡尔斯鲁厄会议召开，这是历史上第一次国际自然科学学术会议。1876年10月4日，勃拉姆斯第一交响曲在本市首演。1877年1月21日，卡尔斯鲁厄市的有轨电车开始运行。随着时间的推移，一些周边的城镇相继并入本市。1893年9月16日，德国第一所女子文理中学在本市成立（现莱兴文理中学）。1901年，本市居民总数超过10万人，从而进入大城市行列。尽管当地居民强烈反对，诺伊罗伊特镇（Neureut）还是被强行并入本市。州法院不得不对此作出裁决。有网上资料显示，这些合并是“强制性的”。

### 一戰及魏瑪共和國
1914年，本市的城市化進程幾近終點，一戰如同一個休止符。8月1日，在動員令之後，城內開始響起了激進的愛國口號，在戰爭進行的4年當中，至少5500本市居民犧牲。由於接近前線，市內建起多座野戰醫院。從1915年1月15日起，本市開始遭受空襲。在空襲中，29人死亡，58人受傷，111座建築被較大程度的毀壞，總損失約200000馬克。由於軍事設施眾多，本市成為敵軍優先轟炸的目標。在1918年革命之后，弗里德里希二世大公于当年0月22日宣布退位，仅保留边疆伯爵头衔，卡尔斯鲁厄成为巴登自由州的首府，一直到二战结束。卡尔斯鲁厄还曾经是卡尔斯鲁厄州特派专区的居所 。

### 第三帝國時期
1933年，許多街道和廣場換了名字，比如集市廣場更名為『阿道夫·希特勒廣場』。
與上一次不同，二戰開始時本市並沒有表現出非常的興奮之情，離德法邊界較進處的本市居民被驅散，很多人被專列運至它處。
鑒於一戰中的教訓，人們從20年代末就開始了防空襲的準備工作。1940年6月15日，盟軍對本市的首次空襲開始，沒有造成任何傷亡。從1941年開始，死傷人數大量增加。在從戰爭開始的時間裏，本市的防空警報拉響了1032次，持續1477個小時，在135次空襲當中，有計4000架次的盟軍飛機投下12000顆炸彈，造成1745人喪生，3508人受傷，在17134座民居中，僅有3414座未遭破壞。
二战期间，被德国占领的阿尔萨斯与巴登合并，组成上莱茵区域。在瓦格纳－布尔克尔行动中，本市及全区的犹太人被送至古尔斯集中营。整个城市80%的建筑在二战中被摧毁。

### 廢墟時期
1945年4月4日法军进入卡尔斯鲁厄，仅遇到了来自人民冲锋队，警察和德国国防军的少量抵抗，过程中仅有11人死亡。本市為法軍所佔領。二戰結束後，本市居民數量由開始的185000人降為60000人。7月7日，美軍接管了本市的軍人政府。根据波茨坦会议决定, 四国分占德国后卡尔斯鲁厄属于美占区。战后，卡尔斯鲁厄被划给符腾堡-巴登州，1952年后属于巴登-符腾堡州。
本市的戰後廢墟清理工作很成功，1947年，本市被認為是德國戰後清理最好的城市。
卡尔斯鲁厄成为了联邦德国的法律之城：1950年，德国联邦最高法院开始工作。1951年9月28日，德国联邦宪法法院紧随其后。第一任主席是自由民主党的赫尔曼·霍普克－阿绍夫。1952年至1972年本市是北巴登政区的居所。1973年至今为卡尔斯鲁厄政区的居所。

### 幣制改革和經濟奇跡之中的卡尔斯鲁厄
1967年联邦园艺博览会在本市举办，这也是在巴登-符腾堡州第一次举办。
1977年4月7日，联邦总检察官齐格弗里德·布巴克在上班途中同他的司机和另一司法官员被红军派的恐怖分子谋杀。
1980年1月12日至1980年1月13日世界上成立最早的绿党组织德国绿党在卡尔斯鲁厄会议中心成立。
1984年8月2日德国第一封E-Mail从卡尔斯鲁厄大学的计算中心发出。当时德国的计算机先驱Werner Zorn回复了来自美国计算机网络公司CSNet官方欢迎信件。
1989年7月20日至7月30日，卡尔斯鲁厄举办了第三届以非奥运运动项目为主的世界运动会。
1995年7月13日，卡尔斯鲁厄-巴登-巴登机场在改造原来加拿大空军基地的基础上建成，巴登机场有限公司成立，卡尔斯鲁厄从此加入了国际航空交通网。
2003年，卡尔斯鲁厄展览中心建成，可以接纳14000参观者。

### 人口发展
1901年卡尔斯鲁厄的人口数超过了10万，成为了一个相对的大城市。直至1950年城市人口数增加到了20万。1971年，城市人口达到其历史最高点，288000人。受到德国人口负增长的影响，卡尔斯鲁厄的人口总数在八十年代有一定下降。2005年9月，卡尔斯鲁厄拥有人口284686，接近了历史最高点。卡尔斯鲁厄的外籍居民中，土耳其人和意大利人占据了前两位。
卡尔斯鲁厄自建城起的人口变化：
| 年代   | 人口数 |
| ------ | ------ |
| 1790年 | 4500   |
| 1820年 | 16200  |
| 1850年 | 25400  |
| 1880年 | 49300  |
| 1900年 | 97400  |
| 1925年 | 145700 |
| 2003年 | 282595 |

### 宗教

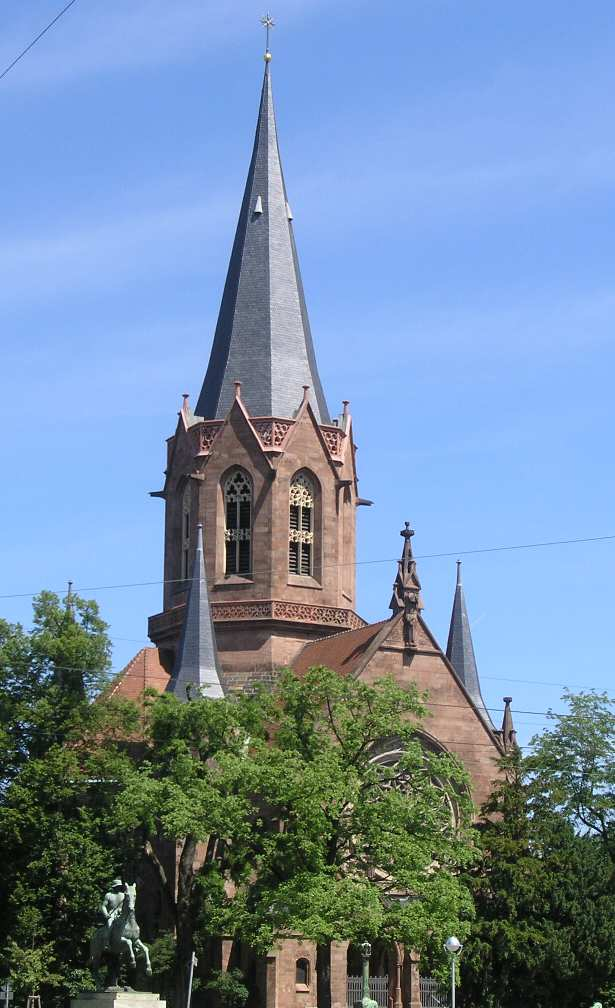
Christus新教教堂

早在卡尔斯鲁厄建立前的1556年，巴登-杜拉赫藩侯家族引入了马丁·路德的宗教改革，信奉新教。建立之初的卡尔斯鲁厄属于巴登-杜拉赫藩侯的辖地，因此它在1715年建立时就是一个信奉新教的城市。
卡尔斯鲁厄的建造者、巴登-杜拉赫藩侯卡尔三世·威廉为了吸引人民迁入这座新建的城市而颁布了一系列的措施。除了经济政策外，新迁入的居民也享有宗教信仰自由，从此卡尔斯鲁厄开始有了天主教的信徒。
1771年，信奉天主教的巴登-巴登藩侯家族绝嗣，并入巴登-杜拉赫家族。卡尔·弗里德里希（1728年—1811年）及他的继承者都沿袭了卡尔三世·威廉对宗教信仰的宽容。1814年，卡尔斯鲁厄建造了第一座天主教教堂——圣·施特凡教堂（St. Stephan）。
现今，卡尔斯鲁厄的天主教徒和新教教徒比例基本相同，除此之外也有犹太教、伊斯兰教、佛教和其他教派的教徒。

## 政治

### 市长
随着1715年皇宫的奠基，卡尔斯鲁厄逐渐形成城市，1718年开始设立市长，1812年起改称“大市长”（Oberbürgermeister）。
现任市长是2013年3月1日就任的Frank Mentrup，所屬政黨為德國社會民主黨。

### 市徽和市旗

卡尔斯鲁厄的市徽。

卡尔斯鲁厄的市徽是红底白边黄斜条和“FIDELITAS”（忠诚）字样，市旗也是红黄红相间，这同原巴登州州徽和州旗正好相反，它们则是黄底白边红斜条和黄红黄相间的。这个市徽是卡尔斯鲁厄的建造者、巴登藩侯卡尔·威廉建议的，他同样采用了“Fidelitas”（忠诚）作为城市的座右铭，也被使用在城市的印章上。

### 姐妹城市
| - 法国南锡，自1955年起 - 英国诺丁汉，自1969年起 - 德国哈勒，自1987年起 - 罗马尼亚蒂米什瓦拉，自1997年起 - 俄罗斯克拉斯诺达尔，自1998年起 |

## 教育和科學研究
- 卡尔斯鲁厄大学建立于1825年，是德国的第一所工程技术大学，2009年10月1日与就近的卡尔斯鲁厄研究中心合并为卡尔斯鲁厄理工学院。
- 卡尔斯鲁厄在德国因特网的发展中，直至今天都起了一个非常重要的角色。卡尔斯鲁厄大学在1984年的时候接收了德国的第一封电子邮件，在1994-1998年中其是德国域名的官方管理者。一个在卡尔斯鲁厄的公司经营着欧洲最大的计算机中心，大约德国40%的网站是在卡尔斯鲁厄管理的。在卡尔斯鲁厄大学周围大概有2500多家从事因特网和电讯通信的公司，所以在2003年的时候卡尔斯鲁厄被选为“德国的因特网首都”。卡尔斯鲁厄也拥有全世界最大的城市维基（Stadtwiki Karlsruhe）。

## 交通

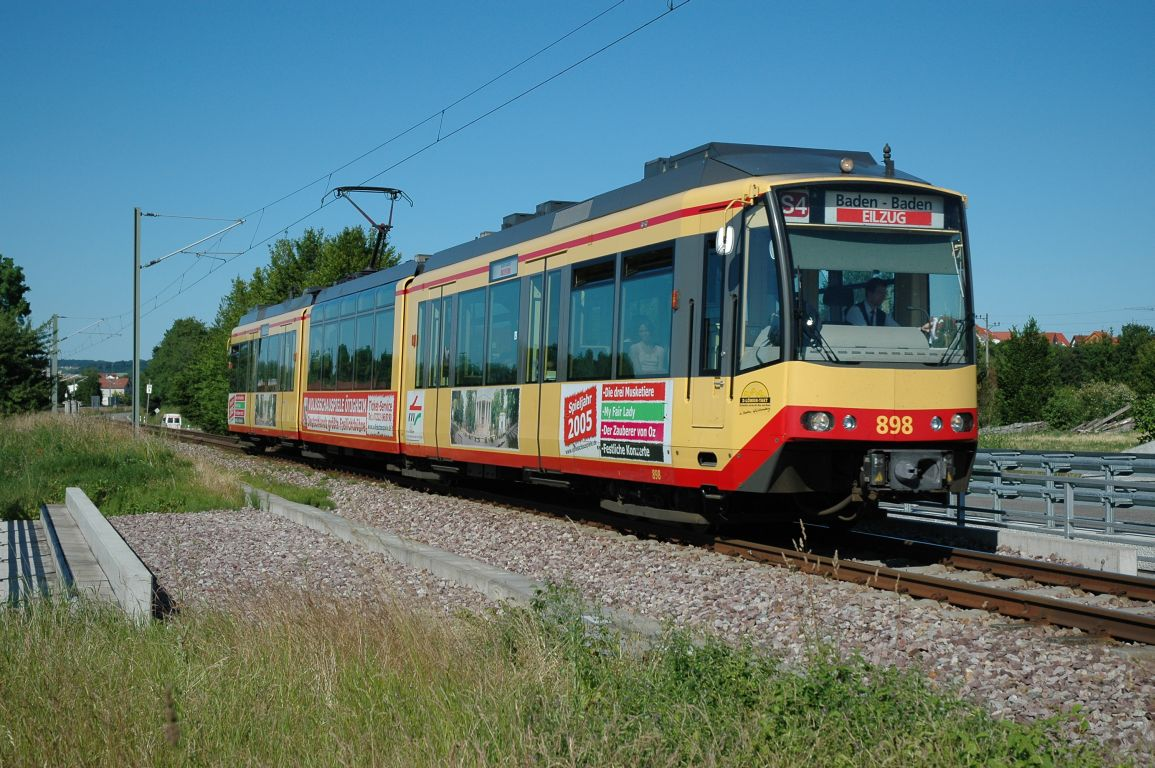
运驶在火车铁轨上的有轨电车

卡尔斯鲁厄拥有一个非常健全的交通网络，整个交通网络覆盖了卡尔斯鲁厄的周边城市。这个庞大的交通网得益于“电车/火车轨道共享”（Tram-Train/Track-Sharing）模式，这个模式的好处是周边小城的居民只需乘坐电车便能到达卡尔斯鲁厄市中心，方便了小城居民移動的同时也增加了贸易机会。卡尔斯鲁厄是全世界第一个把这个模式付之于实施的城市，因此这个模式也被称为“卡尔斯鲁厄模式”，现在不少欧洲城市都用来借鉴。

## 文化

### 方言
卡尔斯鲁厄的方言属于南莱茵法兰克方言，也被称为“巴登方言”（Badisch）。它是在过去300年间产生的周边地区3种方言的混合体，分别受到南面的阿勒曼尼语、北面和西面的西日耳曼语支法兰克语、东面的施瓦本方言的影响。

### 交响乐团和和合唱团
巴登国立交响乐团，巴登国家剧院的管弦乐团。
13乐队－1973年成立的室内乐团，曾对诺诺的作品进行过首演。
尖声男子合唱团－卡尔斯鲁厄市的男同性恋合唱团。成立于1988年，以争取男同性恋解放为宗旨。

### 体育

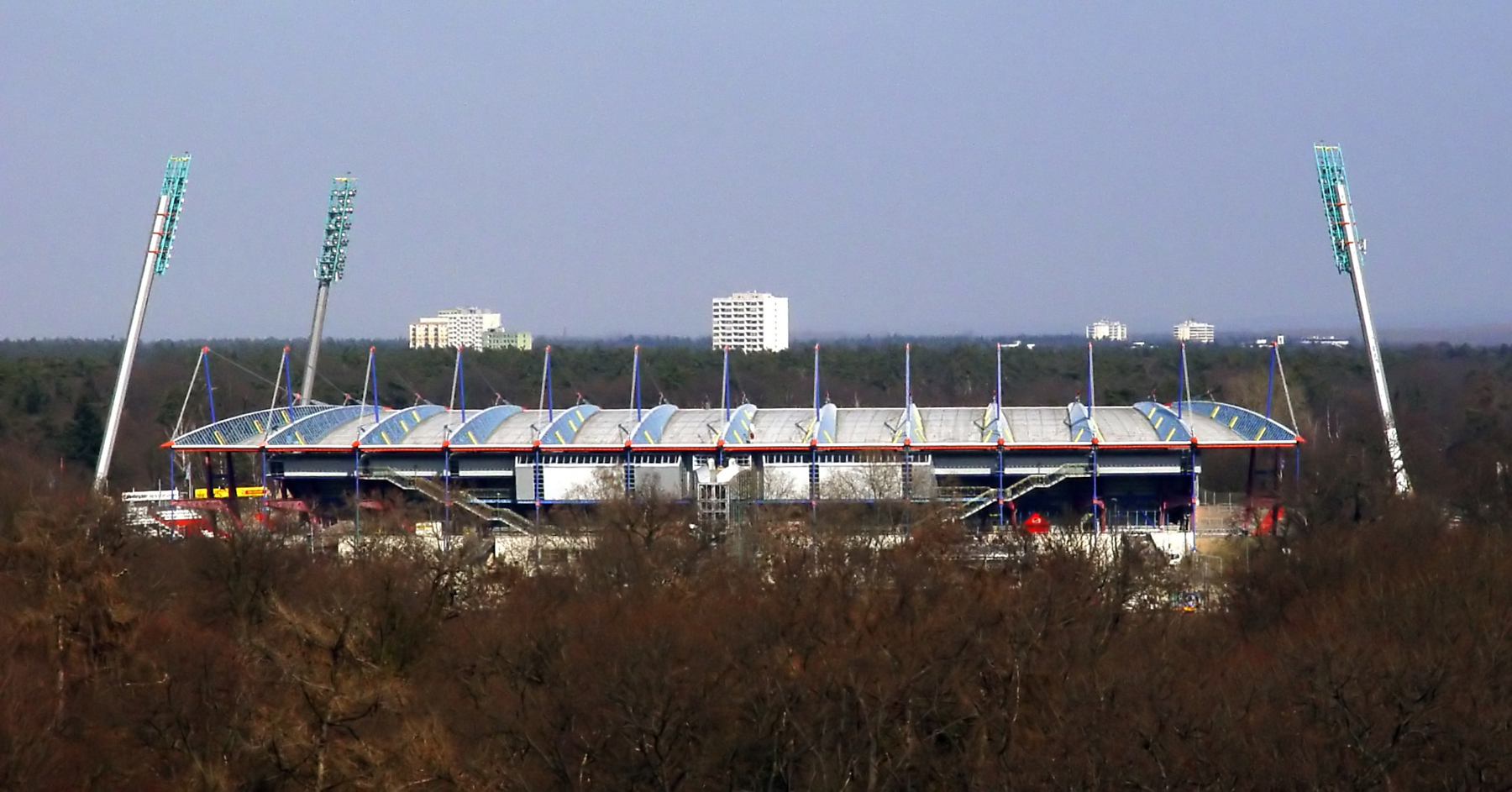
卡尔斯鲁厄足球俱乐部的主场维尔德公园球场（Wildparkstadion）。

卡尔斯鲁厄足球俱乐部的队徽。

- 卡尔斯鲁厄足球俱乐部是1909年的德国足球冠军，曾在1955年和1956年两度夺得德国足协杯，在1994年杀进了欧洲联盟杯半决赛，但于1997-1998赛季降入德国乙级足球联赛。十年后，2007年4月29日，第31轮德国乙级联赛中战胜翁特哈兴后提前三轮获得德乙冠军，重新晋级德国足球甲级联赛，之后徘徊于德乙联赛德丙联赛之间。德国门将奥利弗·卡恩、中场梅赫梅特·绍尔和后卫延斯·诺沃提尼等球员出自卡尔斯鲁厄。
- 卡尔斯鲁厄篮球俱乐部自2003/2004赛季起是德国甲级篮球联赛的参赛队。
- 2005年环法自行车赛第7站的终点设在卡尔斯鲁厄。

### 城市景观和名胜

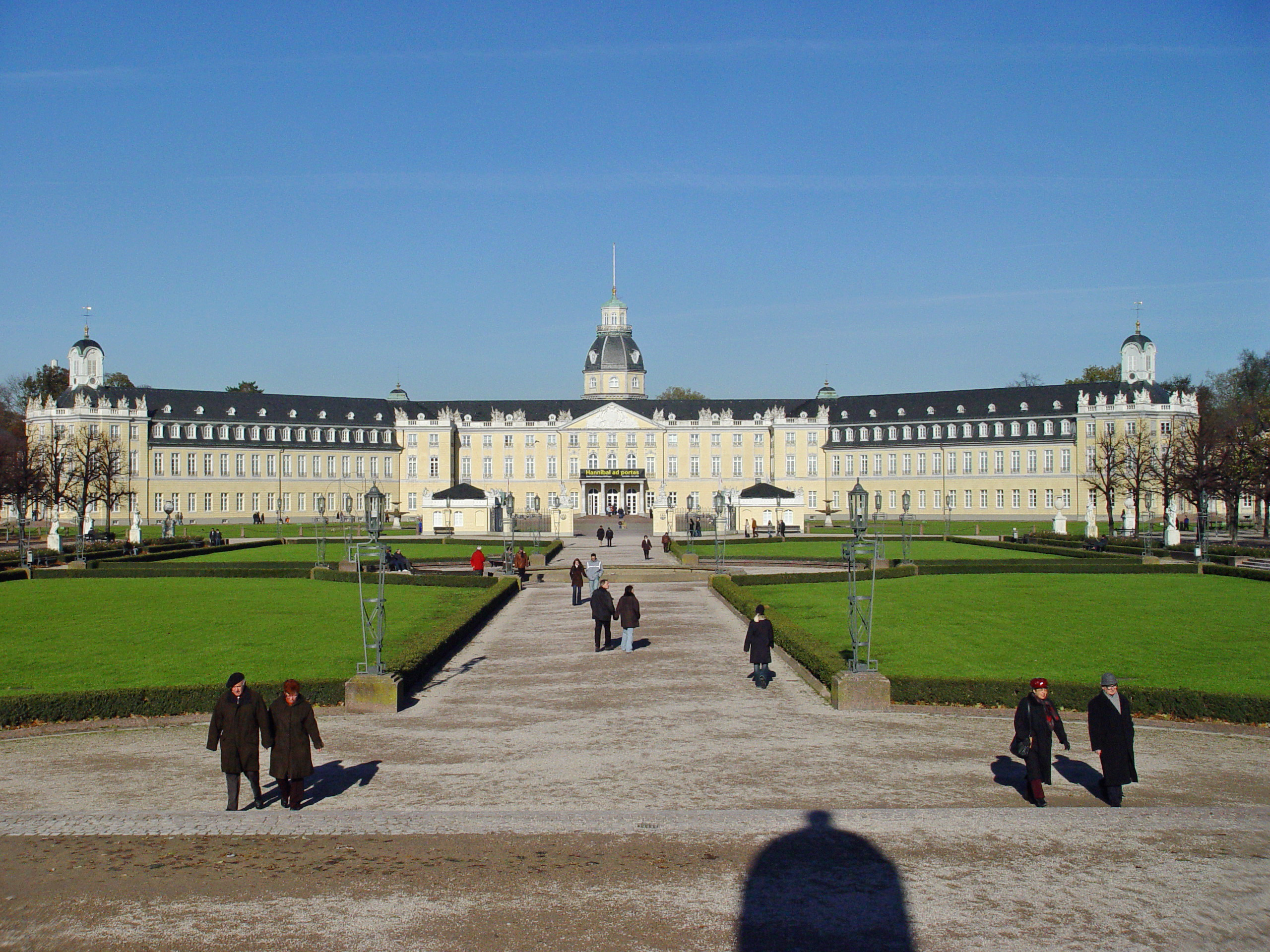
从内城看卡尔斯鲁厄宫殿
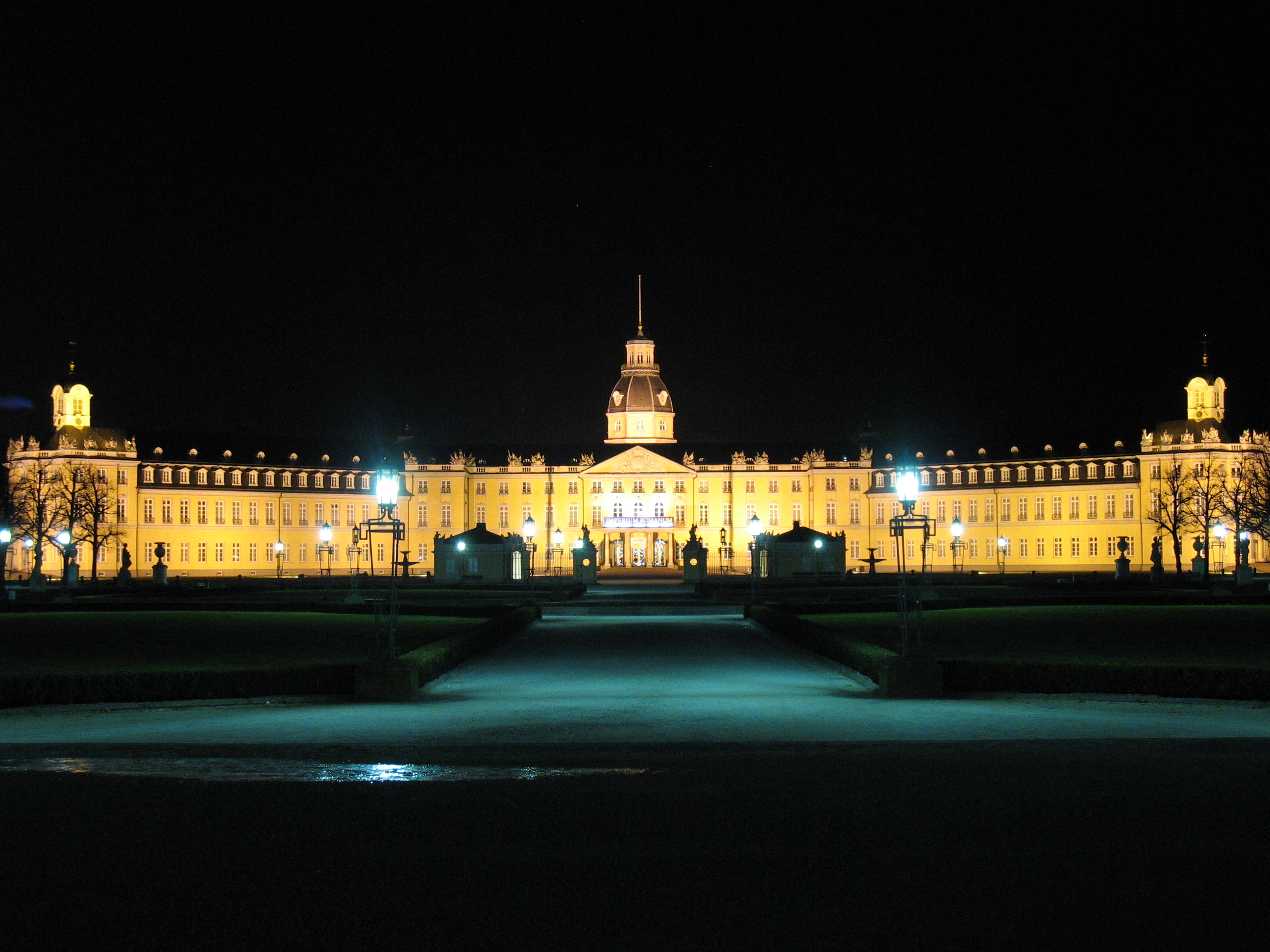
卡尔斯鲁厄宫殿夜景
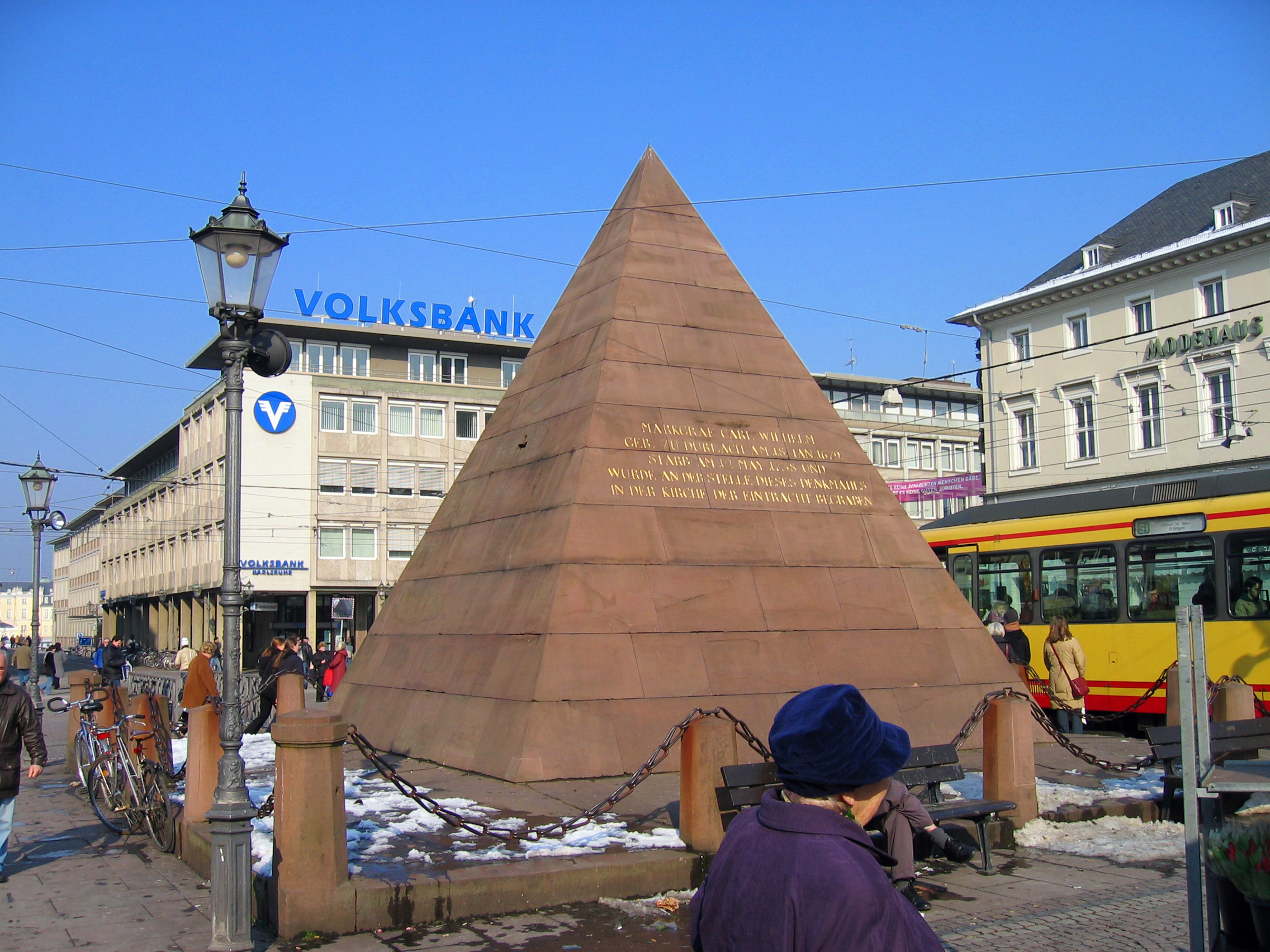
市集广场的小金字塔
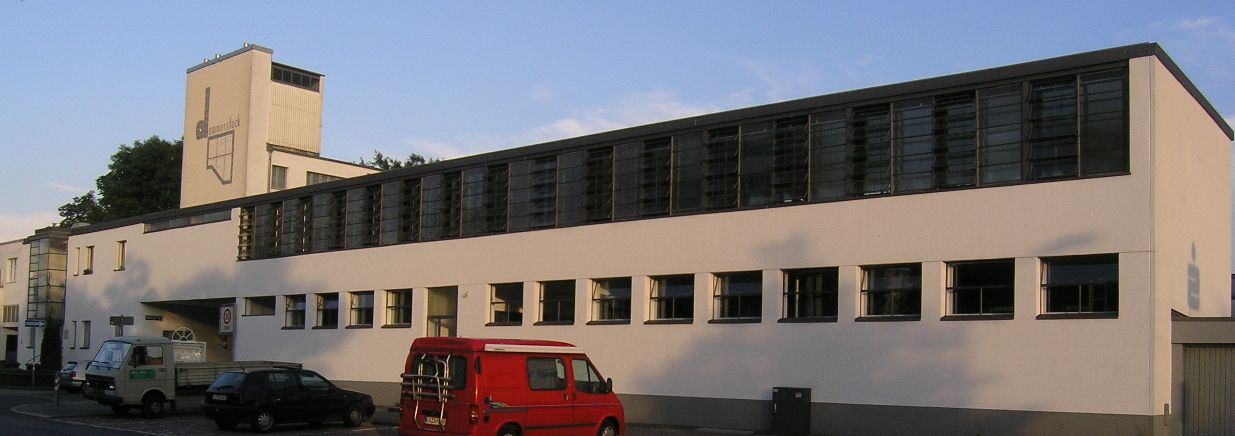
Dammerstock新建筑

## 著名人物

### 荣誉市民
卡尔斯鲁厄自从1821年起相继授予以下个人荣誉市民称号（括号内为称号授予的年份）：
- 海因里希·克勒（Heinrich Köhler，1878年9月29日—1949年2月6日），政治家（1947）
- 亚当·雷梅勒（Adam Remmele），政治家（1948）
- 阿尔贝特·克斯勒（Albert Kessler），政治家（1963）
- 卡尔·海因里希·吕布克（Karl Heinrich Lübke，1894年10月14日—1972年4月6日），政治家，1959年—1969年任德国联邦总统（1964）
- 赫尔曼·法伊特（Hermann Veit，1897年4月13日—1973年3月15日，政治家（1965）
- 尤利乌斯·本德尔（Julius Bender），神学家，巴登符腾堡州新教主教（1965）
- 库尼贡德·菲舍尔（Kunigunde Fischer），女政治家（1965）
- 西格弗里德·屈恩（Siegfried Kühn），法学家，政治家（1965）
- 皮尔·韦贝尔（Pierre Wéber），友好城市法国南锡市长（1966）
- 威廉·鲍尔（Wilhelm Baur），政治家（1969）
- 古斯塔夫·黑勒（Gustav Heller，1900年3月18日—1977年7月8日），政治家（1969）
- 京特·克洛兹（Günther Klotz，1911年3月21日—1972年4月7日），1952年—1970年任卡尔斯鲁厄市长（1970）
- 弗兰茨·古尔克（Franz Gurk，1898年2月9日—1984年7月12日），政治家（1981）
- 亚历山大·默勒（Alexander Möller，1903年4月26日—1985年10月2日），1969年—1971年任德国联邦政府财政部长（1981）
- 奥托·杜仑科普夫（Otto Dullenkopf），1970—1986年任卡尔斯鲁厄市长（1986）
- 汉内·兰德格拉夫（Hanne Landgraf，1914年10月14日—2005年1月19日），女政治家（1993）
- 托尼·门琴格（Toni Menzinger，1905年3月17日—），女政治家（1993）
- 安德烈·罗斯因诺特（André Rossinot），友好城市法国南希市长（1995）
- 格哈德·赛勒尔（Gerhard Seiler，1930年10月21日—），1986年—1998年任卡尔斯鲁厄市长（1998）
- 迪特尔·路德维希（1939年7月15日—），卡尔斯鲁厄地区交通公司（KVV）首席执行官

### 出生在卡尔斯鲁厄的名人

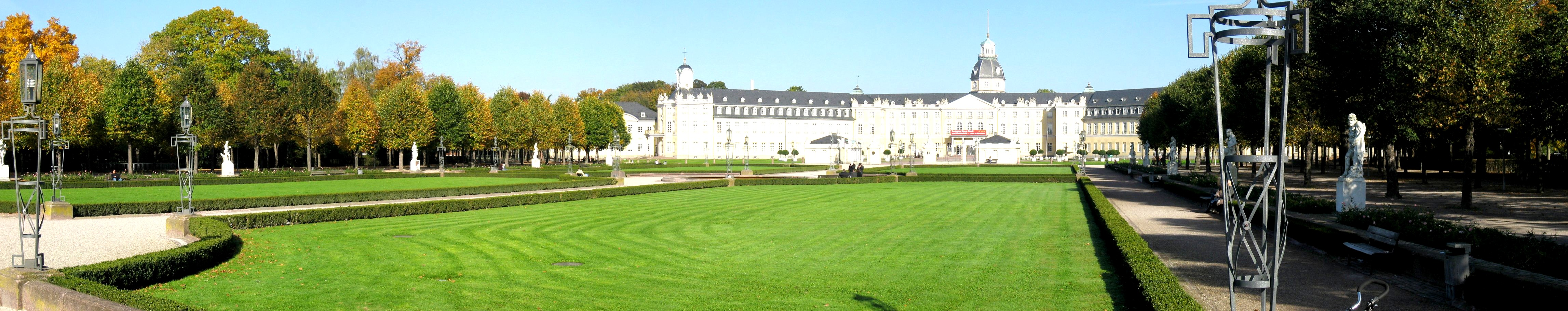
卡尔斯鲁厄宫殿前的全貌。

## 资料来源
1. ↑    [Population by nationality and sex as of December 31, 2022] (CSV). Statistisches Landesamt Baden-Württemberg. 2023-06 （德语）.
2. ↑  民政部地名研究所 (编). . . 北京: 中国社会出版社: 1309. 2017-05. ISBN 978-7-5087-5525-0. OCLC 1121629943. OL 28272719M. NLC 009152391.（简体中文）
3. ↑  .   [2011-08-29]. （原始内容存档于2011-07-18）.
4. ↑  .   [2011-08-29]. （原始内容存档于2019-09-11）.